# Hôtel de ville de Saint-Lô

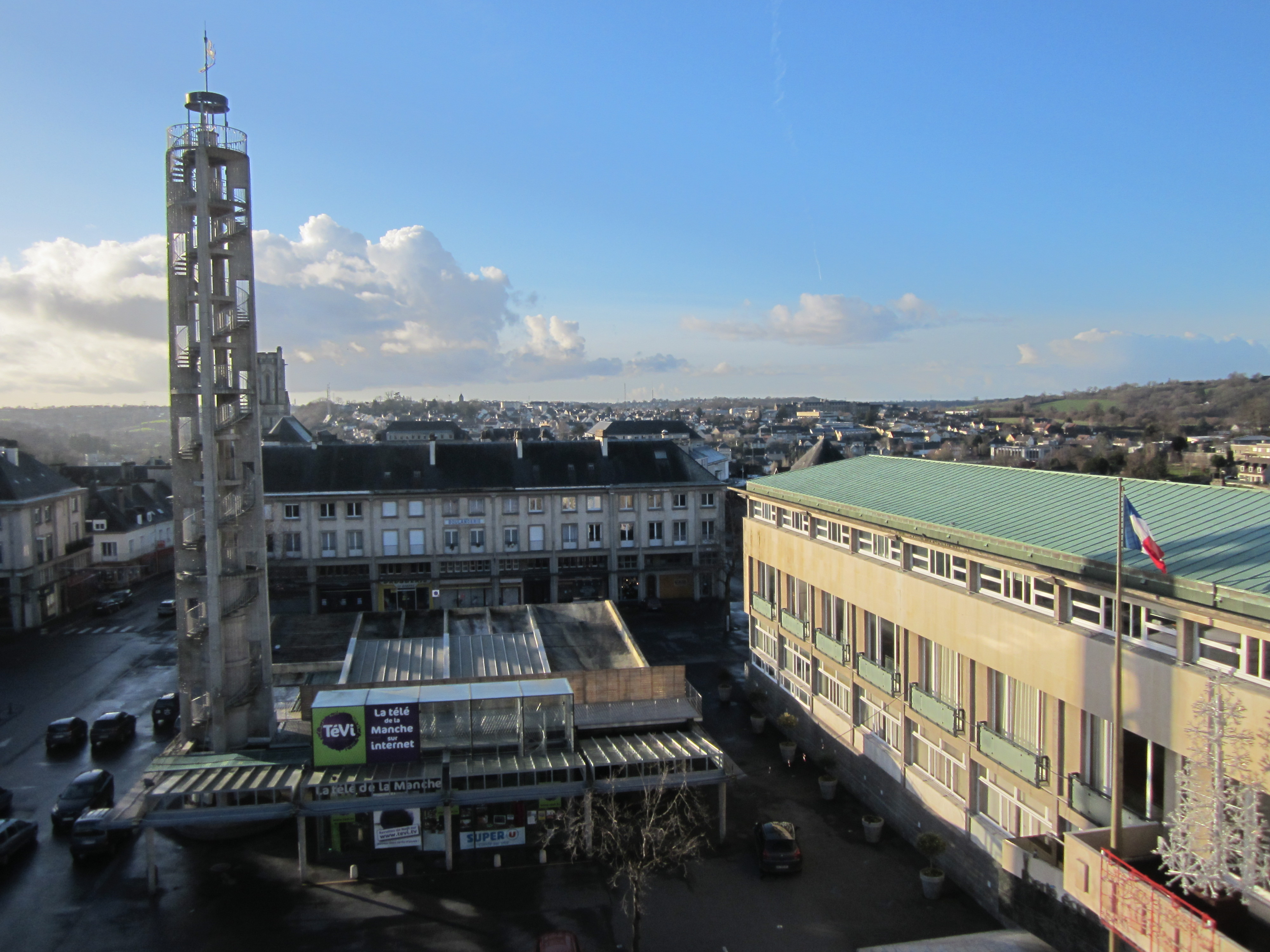
La place Général de Gaulle, décembre 2013

L'hôtel de ville de Saint-Lô est un édifice situé sur le territoire de la commune de Saint-Lô dans le département français du Manche.

## Localisation
Le monument est situé dans le département français du Manche, à Saint-Lô.

## Histoire
L’ensemble formé par l’hôtel de ville et le beffroi-marché couvert est construit par Marcel Mersier, architecte en chef de la Reconstruction de la ville à la suite des bombardements ayant massivement détruit Saint-Lô en juin et juillet 1944.
La mise au point architecturale de ces bâtiments municipaux, dont la construction est financée par les dommages de guerre, dure plusieurs années et évolue d’un projet régionaliste (avec un beffroi imitant ceux du nord de la France) vers un style plus moderniste qui prend en compte la nature et le paysage grâce à différents aménagements paysagers. 
Le 13 août 2018, l'ensemble architectural de l'hôtel de ville, du beffroi et de la halle est inscrit au titre des monuments historiques,.

## Le beffroi
Une esquisse d’André Hilt, premier architecte en chef de la Reconstruction de Saint-Lô, montre déjà un beffroi demi-hors-œuvre sur la façade sud de l'hôtel de ville, dans l'axe de la rue Octave Feuillet. Le marché est alors situé sur la place du Champ de Mars.
En 1951, sur un projet de Marcel Mersier, successeur de Hilt, le beffroi devient indépendant à l'ouest de l'hôtel de ville : c'est un volume géométrique simple sur plan rectangulaire. Le projet du 5 mars 1953 le place au sud avec à son pied un petit marché couvert pour les quelques marchands ambulants qui s'installent journellement sur la place.
Le 29 avril 1954, le conseil général des bâtiments de France s'étonne de la construction d'un beffroi qui n'est pas au programme et requiert l'avis des Monuments historiques sur son effet dans la perspective de la ville. Le 3 août 1954, les Monuments historiques déclarent l’architecture un peu fruste et demandent une réétude en collaboration avec Yves-Marie Froidevaux, ce qui est réalisé en donnant au beffroi l'utilité du séchage des tuyaux des pompiers (lettre de Marcel Mersier au maire d'octobre 1954).
Le projet définitif du 6 novembre 1954, le présente dans son état actuel. Le beffroi devait en effet accueillir une horloge à quatre cadrans, servir de belvédère et faire lanterne les jours de fête.

## Le marché couvert
Le marché couvert, en béton bouchardé et granit gris (partie détruite), avec sa couverture asymétrique en voile de béton, semble un geste d’artiste contemporain.
La halle a subi des transformations au début des années 1990 avec la création d’un local pour accueillir l’office de tourisme d'une ouverture d’une seconde trémie dans la dalle accompagné de la suppression de la clôture de la cheminée du beffroi. Cette halle
a une fonction commerciale essentielle mais le temps et les modifications des années 1990 ont peu à peu dégradé sa structure. De plus le déménagement de l’office de tourisme en 2011 laisse un local en « friche ».
Un projet de travaux est engagé en 2018 afin de retrouver les aspects d'origine de ce bâtiment.